# Puna (Vegetation)

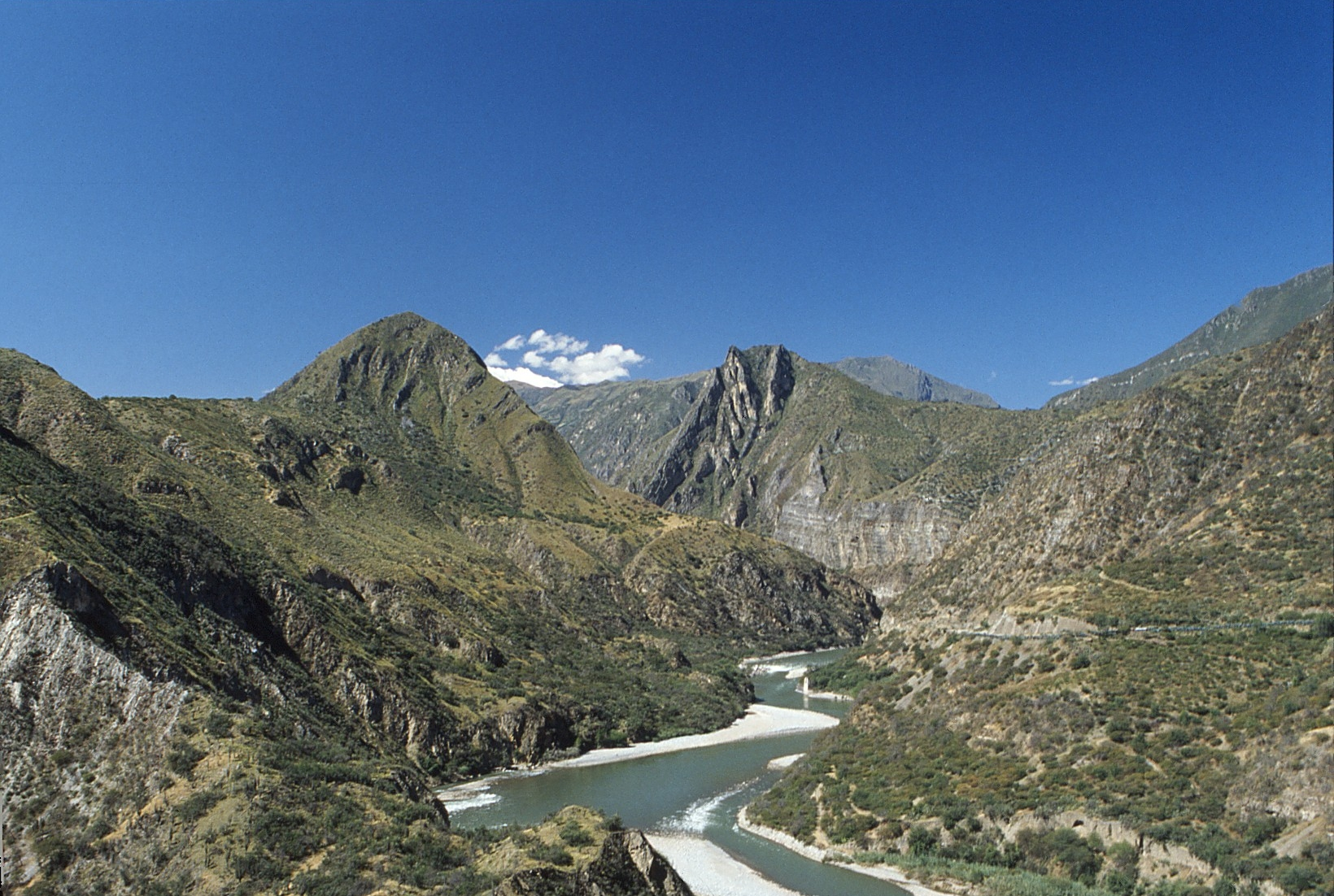
Landschaft der Region Puno um Puno, Peru

Die Bezeichnung Puna (aus gleichlautend Aymara oder Quechua hohes Land) ist mehrdeutig und wird für mehr oder weniger ähnliche Begrifflichkeiten verwendet:

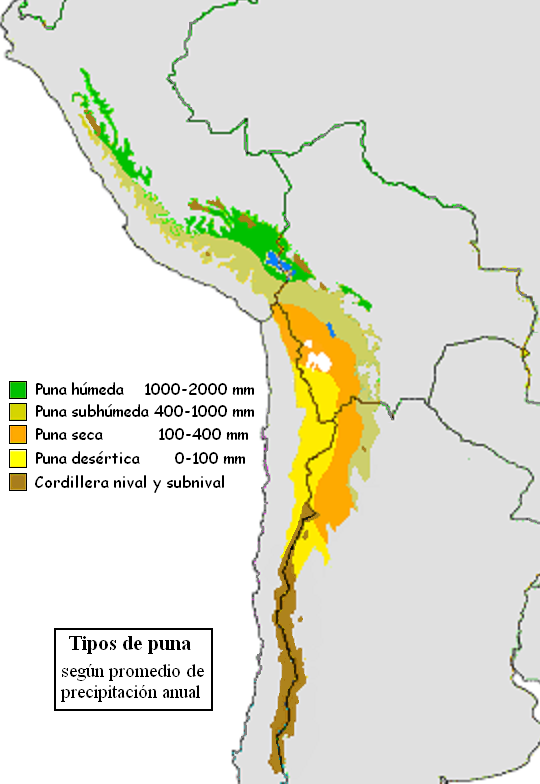

1. Die Ökoregion Puna ist eine Höhenstufe der Anden von ca. 4000 bis in 4800 m Höhe über dem Meeresspiegel (nach Javier Pulgar Vidal);[2] um Verwechslungen zu vermeiden, empfiehlt sich die Bezeichnung „Ökoregion Puna“. Die Bezeichnung wird heute – im Sinne von Höhengrassteppe[3] – auch für andere tropische Gebirge der Erde verwendet.
2. Die typische Grasvegetation der Ökoregion wird ebenfalls mit dem Wort Puna bezeichnet; um Verwechslungen zu vermeiden, empfiehlt sich die Bezeichnung „Puna-Vegetation“.
3. Eine etwas tiefer gelegene Hochwüste in den Anden Argentiniens wird ebenfalls als Puna bezeichnet.
4. Das Municipio Puna in Bolivien führt auch diesen Namen, auch wird die Region Puno um Puno im südlichen Peru gelegentlich fälschlicherweise so geschrieben; um Verwechslungen zu vermeiden, sollte man korrekt das Municipio als „Municipio Puna“ bzw. die Region als „Region Puno“ angeben.

## Ökoregion
Die Ökoregion Puna entspricht der alpinen Höhenstufe der baumlosen, rand- und subtropischen Hochlandsteppen in den Höhenlagen der Anden zwischen 15° und 27° südlicher Breite. Sie bedeckt somit die Hochanden von Zentral-Peru südwärts über die Landschaft des Altiplano bis West-Bolivien und darüber hinaus bis Nord-Chile und Nordwest-Argentinien. Darüber hinaus wird die Bezeichnung für einige alpine Spezial-Standorte in Gebirgen Ostafrikas und Neuguineas verwendet.
Im Gegensatz zur sich weiter nördlich im Äquatorbereich anschließenden Páramo-Ökoregion ist die Puna durch mehr oder weniger starke jahreszeitliche Klimaschwankungen zwischen einer winterlichen Trockenzeit (Mai bis Oktober) und einer sommerlichen Regenzeit (November bis April) gekennzeichnet. Zudem sind die täglichen Temperaturschwankungen weitaus größer als im Páramo (zunehmend durch den Abstand zum Äquator und bei größerer Trockenheit). Während der Trockenzeit – in der sich die Gräser gelb färben und verhärten – herrscht tagsüber buchstäblich Sommer und nachts Winter. In der Regenzeit bilden sich frische, neue Triebe. Im Jahresgang schwanken die Temperaturen am Boden zwischen +50 und −20 °C. Stürmische Winde (die unter anderem den Baumwuchs verhindern) sind häufig.
Wie man an der oben rechts abgebildeten Landkarte erkennen kann, wird die Puna nach der jährlichen Niederschlagsmenge (Humidität bzw. Aridität) etwa von Nordosten nach Südwesten in vier Typen untergliedert:
1. Feuchte Graspuna mit 1000 – 2000 mm
2. Semifeuchte Puna mit 400 – 1000 mm (Gräser flächendeckend / Trockenzeit unter sechs Monaten[4])
3. Trockene Puna mit 100 – 400 mm (Gräser in einzelstehenden Horsten / Trockenzeit über sechs Monate[4])
4. Wüstenhafte Puna mit 0 – 100 mm (Dornsträucher, Sukkulenten / Trockenzeit bis 8,5 Monate und Sicheldünen, Salzwüste / Trockenzeit bis zu zwölf Monaten[4])

Ein wesentlicher Faktor für das Pflanzenwachstum neben den Niederschlägen ist die hohe UV-Strahlung, die in Höhen über 4500 m zu Zwergwuchs führt.
Weite Teile der Puna-Vegetation werden von Punagras (Stipa ichu oder Jarava ichu) dominiert. Weitere Grasarten sind Festuca orthophylla, Festuca dolichophylla, Calamagrostis-Arten sowie Tutura (Scirpus californicus). Zur Gehölzflora gehören unter anderem Puya raimondii, Polylepis-Arten, Opuntien (Opuntia floccosa, Opuntia lagopus, Opuntia ignescens), Baccharis-Arten, Buddleja coriacea und Azorella yareta.

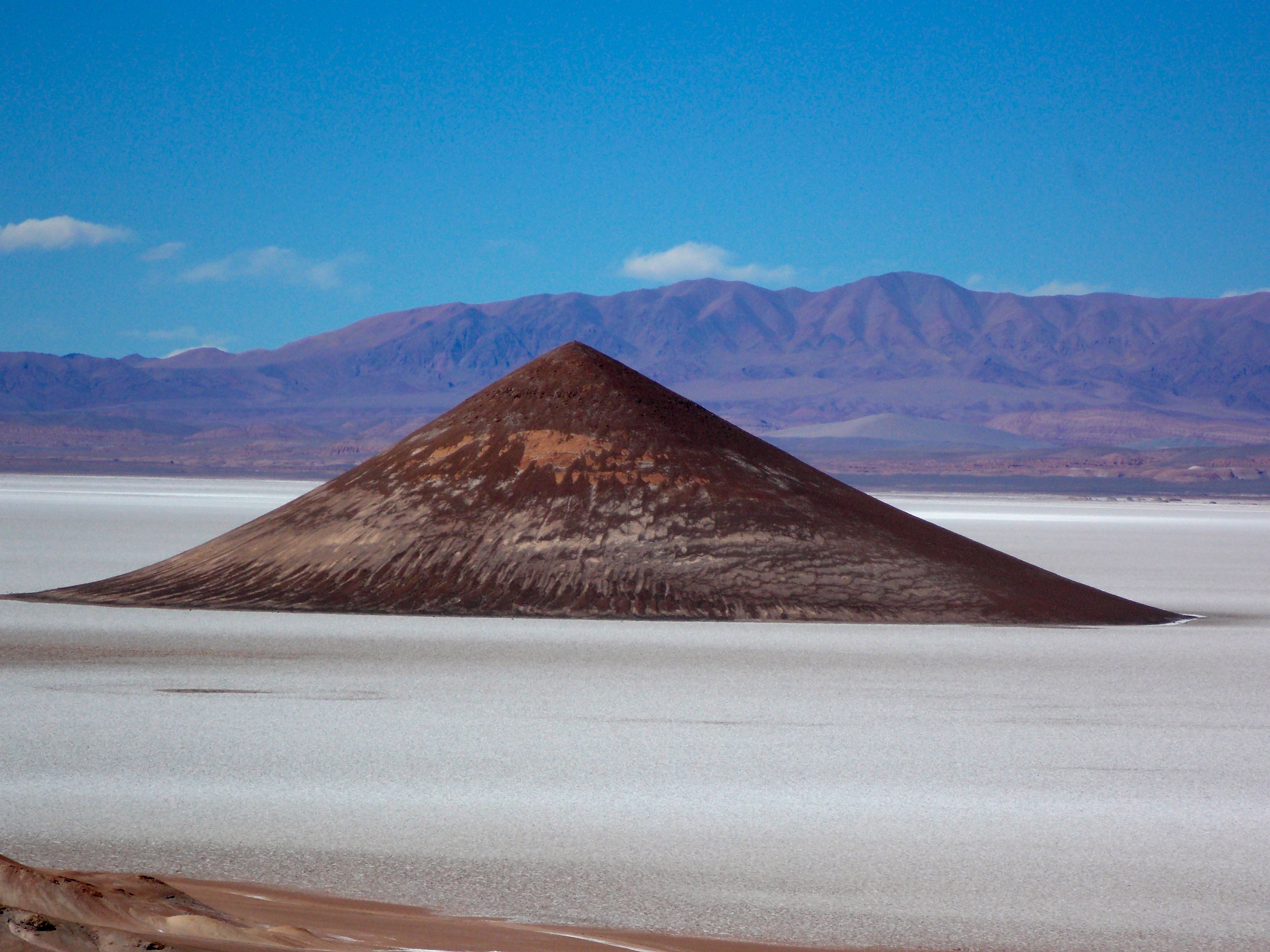
Cono de Arita, Argentinien

Das Klima ist kalt mit sehr häufigen Nachtfrösten und wechselhaften, insgesamt geringen Niederschlägen. Das Oberflächenrelief ist sehr vielseitig, meist wellig. In der Puna gibt es viele Seen sowie Hochplateaus.

## Nutzung
Die landwirtschaftliche Nutzung der trockenen Punaregion beschränkt sich auf die extensive Fernweidewirtschaft. Sie ist der Transhumanz aus der alten Welt sehr ähnlich, wird vor allem mit Alpakas durchgeführt und dient den indigenen Familien traditionell als Subsistenzgrundlage. Während der bis zu achtmonatigen Trockenzeit verlassen die Hirten mit ihren Tieren häufig die Estancias in den Tälern, um in den Bergen feuchtere Bereiche mit ausreichendem Grasbewuchs zu finden. Sie wohnen in dieser Zeit eine halbe bis fünf Stunden Fußmarsch von den Estancias entfernt in Hütten. Die Nachfrage nach Alpakawolle führt in Peru und Bolivien zu einer stärkeren Marktorientierung der Weidewirtschaft und in der Folge zu Veränderungen der Viehzucht-Technologien und der Wanderzyklen. Eine verstärkte Nutzung kann allerdings das fragile Ökosystem gefährden. Zur Wildtierfauna gehören u. a. die Wildformen der Lamas und Alpakas: Guanakos und Vikunjas. 
Kartoffeln gedeihen in diesem Klima noch und sind deshalb die Hauptkulturpflanze der weniger trockenen Bereiche. Des Weiteren werden auch noch Gerste (Hordeum vulgare) und die Knollenfrucht Maka (Lepidium meyenii) angebaut. Die feuchte und semifeuchte Puna wird von den einheimischen Bauern seit alters her am Ende der Trockenzeit abgebrannt, um die trockenen Blätter zu beseitigen und das Wachstum der Pflanzen zu fördern.